# Leon Baumgarten

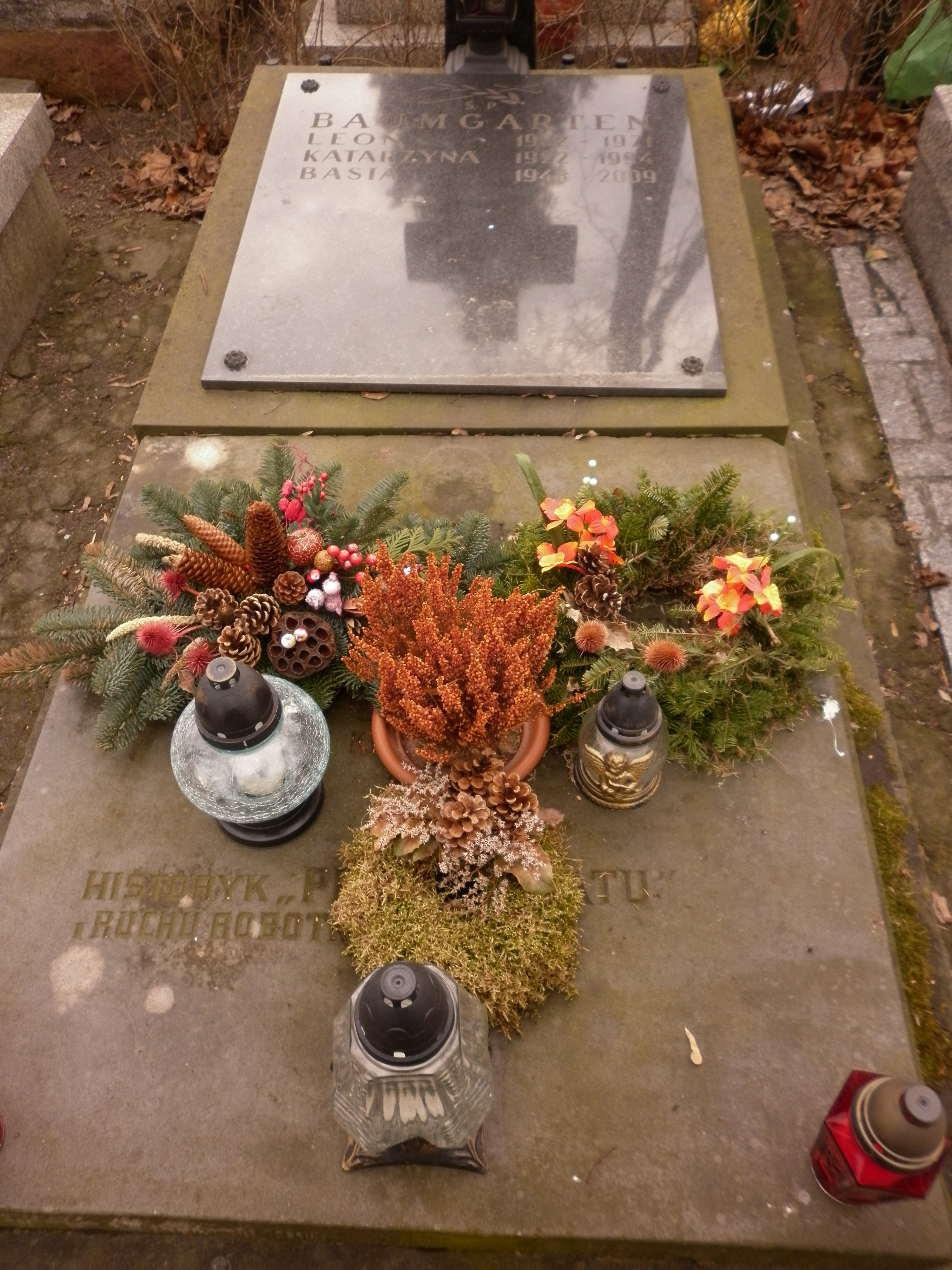
Leon Baumgartens Grab

Leon Baumgarten (* 9. September 1902 in Królików, Polen; † 2. November 1971 in Warschau) war ein sozialistischer Aktivist, polnisch-jüdischer Herkunft und Historiker der Arbeiterbewegung. 
Von 1946 bis 1950 war er Redakteur der Niederlassung der Polska Agencja Prasowa in Moskau.

## Veröffentlichungen
- 1972: Szermierze wielkiego jutra. Rzecz o proletariacie
- 1967: Krakowski komisarz policji na słuźbie carskiego wywiadu
- 1960: Marzyciele i carobójcy
- 1952: Dekabryści a Polska